# П'єр Дюґуа
П'єр Дюґуа де Мон (або Дю Ґуа де Мон; прибл. 1558 — 1628) був французьким купцем, дослідником і колонізатором. Кальвініст, він народився в Шато-де-Мон у Руаяні, Сентонж (південно-західна Франція) і заснував перше постійне французьке поселення в Канаді. Він був генерал-лейтенантом Нової Франції з 1603 до 1610 року. Він вперше подорожував до північно-східної Північної Америки в 1599 році разом з П'єром де Шовеном де Тоннетуї.

## Життєпис

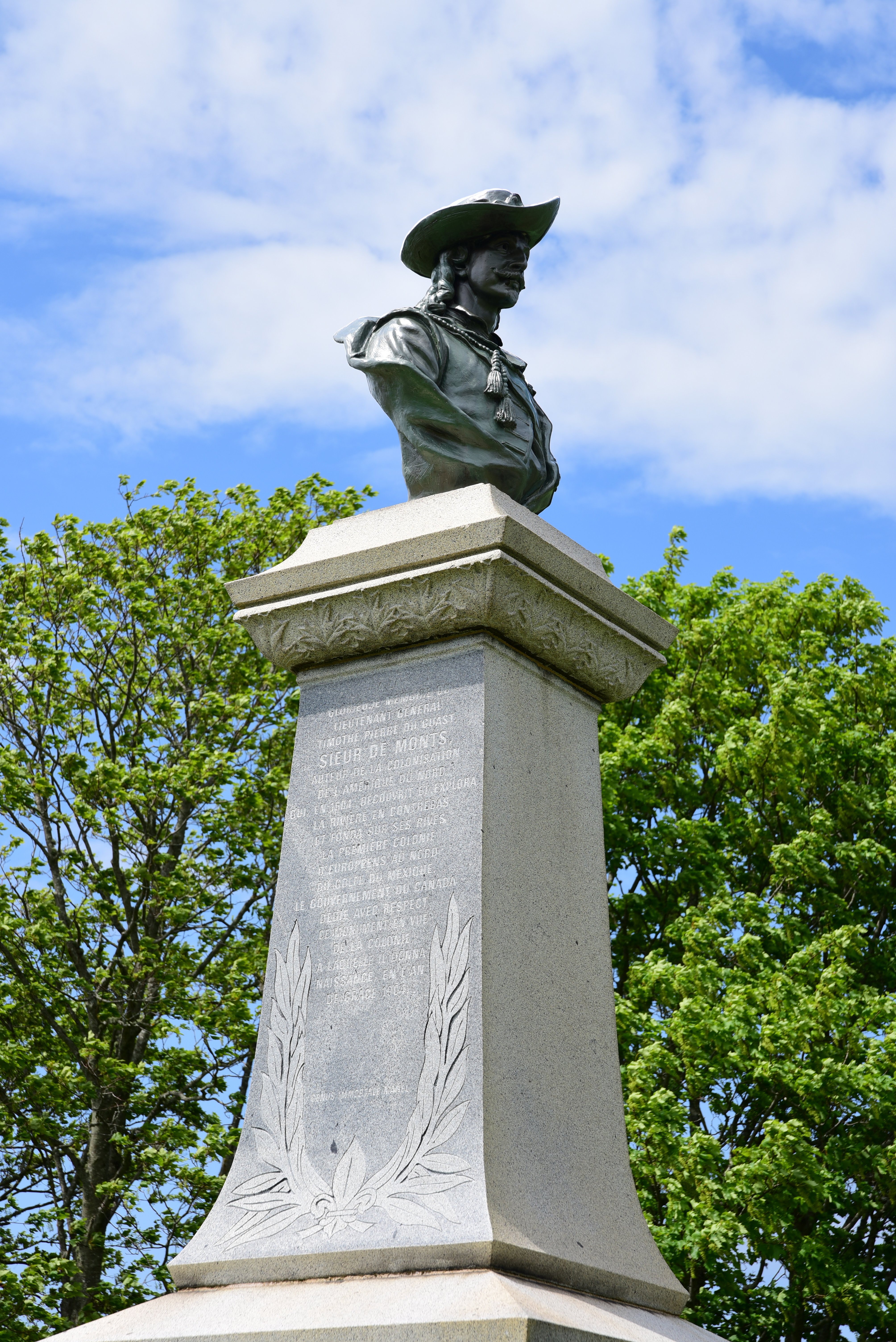
Бюст П'єра Дю Ґуа де Монса в Аннаполіс-Роялі, Нова Шотландія.

П'єр Дю Ґуа де Мон народився приблизно в 1558 році в Сентонжі, Франція, у родині Гі та Клер Гумар Дю Ґуа. Він боровся за справу Генріха IV під час релігійних воєн у Франції. Пізніше король нагородив його щорічною пенсією в розмірі 1200 крон і посадою губернатора міста Понс в Сентонжі на знак визнання його видатних заслуг.
Відомо, що де Мон здійснив кілька подорожей до Канади, включно з П'єром де Шовеном де Тоннетуї в 1600 році до Тадуссака. У 1603 році король Генріх надав Дю Ґуа виключне право на колонізацію земель у Північній Америці між 40° і 60° північної широти. Король також надав Дю Ґуа монополію на торгівлю хутром на цих територіях і призначив його генерал-лейтенантом Акадії та Нової Франції . Натомість Дю Ґуа пообіцяв щороку привозити по 60 нових колоністів.
У 1604 році Дю Ґуа організував експедицію, підписану купцями в Руані, Сен-Мало та Ла-Рошелі, і покинув Францію з 79 поселенцями, включаючи Франсуа Ґраве Дю Пона як старшого офіцера, королівського картографа Самуеля де Шамплена, барона де Путрінкура, священик Ніколаса Обрі та Матьє де Коста: легендарний лінгвіст, перший зареєстрований темношкірий чоловік, який ступив у Північну Америку, і член протестантського духовенства.
У червні 1604 року він увійшов у Франсезьку бухту (затоку Фанді) та заснував колонію на острові Сен-Круа. Численні поселенці загинули від суворого зимового клімату та цинги, оскільки вони вичерпали обмежені природні ресурси на острові. У 1605 році колонія переїхала на кращі землі на південному березі Французької бухти в Порт-Рояль.
Після катастрофи поселення Сен-Круа взимку 1604—1605 років французи почали шукати більш гостинне місце для колонії. Протягом цього часу вони зіткнулися з корінними американцями вздовж північно-східного узбережжя континенту, а також мали пару індіанських гідів у своїй групі, чоловіка на ім'я Пануніас та його дружину, яка прибула з тієї частини країни, яку вони досліджували. . Подорожуючи вздовж узбережжя, Самуель де Шамплейн згадав про їхні зустрічі з тубільцями, зазначивши, коли мови між групами почали відрізнятися. Крім того, було зазначено, що місцеві жителі, які жили в цій місцевості, також практикували культивацію, зокрема методи землеробства, які були новими для французьких дослідників. Саме завдяки цим ознакам і торгівлі, що відбувалася між французами та тубільцями, дослідники відчули, що вони на правильному шляху, бо якщо корінні жителі жили за рахунок цієї землі, ця територія давала набагато більше надії, ніж острів Сен-Круа.
У 1606 році Гендрік Лонк, морський капітан голландської Вест-Індської компанії, напав на два човни Дю Ґуа та пограбував їх з хутер та боєприпасів. Поселення Порт-Рояль вижило і дещо процвітало до 1607 року, коли інші купці протестували проти монополії, яку королю довелося скасувати. Як наслідок, Дю Ґуа та поселенці були змушені покинути колонію та повернутися до Франції.
Потім Дю Ґуа звернув свою увагу на колонію Нувель-Франс у долині річки Святого Лаврентія, після того, як поступився Порт-Рояль Путрінкуру. Він ніколи не повертався до Нового Світу, але послав Шамплена відкрити колонію в Квебеку в 1608 році, таким чином відігравши важливу роль у заснуванні першої постійної французької колонії в Північній Америці.
Генріх IV призначив його губернатором протестантського міста Понс, Приморська Шаранта, з 1610 по 1617 рік, коли він пішов у відставку. Потім він керував будівництвом монументальних парадних сходів уздовж валів біля фортеці Понс. Ці 6-рівневі сходи з'єднували колись відокремлене верхнє місто від нижнього. Він помер у 1628 році в сусідньому Шато д'Арден у Флеак-сюр-Сьоні.